# Georgi Tanew
Georgi Tanew (bułg. Георги Танев; ur. 28 maja 1983 roku w Sofii) – bułgarski kierowca wyścigowy.

## Kariera
Tanew rozpoczął karierę w wyścigach samochodowych w 2008 roku od startów w klasie S2000 European Touring Car Cup, gdzie jednak nie zdobywał punktów. W latach 2008-2009 Bułgar startował w World Touring Car Championship. Jednak nigdy nie zdobywał punktów. W klasyfikacji kierowców niezależnych uplasował się odpowiednio na jedenastej i czternastej pozycji.